# جرب وراد (المخادر)

تعديل مصدري - تعديل

جرب وراد محلة تابعة لقرية مدر، التابعة لعزلة بني سرحة بمديرية المخادر إحدى مديريات محافظة إب في الجمهورية اليمنية، بلغ تعداد سكانها 61 حسب تعداد اليمن لعام 2004.